# خيرمان روجاس
خيرمان روجاس (بالإسبانية: Germán Rojas)‏ هو اقتصادي وسياسي باراغواياني، ولد في 1950.